# Fábio Vieira
Fábio Vieira, född 30 maj 2000 i Santa Maria da Feira, Portugal, är en portugisisk fotbollsspelare som spelar för FC Porto i Primeira Liga i Portugal – på lån från Arsenal i Premier League – och i Portugals U21-herrlandslag.

## Klubbkarriär

### FC Porto
Fábio har spenderat samtliga år som junior och senior i FC Porto, men har även lånats ut till Padroense FC under en kort period.

### Arsenal
Inför transferfönstret sommaren 2022 värvades Fábio av engelska Arsenal. Han såldes av FC Porto för totalt 423 miljoner SEK.

## Landslagskarriär

### Portugal U21
Fábio blev utsedd till turneringens spelare under U21-Europamästerskapet 2021.

## Meriter

### FC Porto U19
- UEFA Youth League: 2018/19

### FC Porto
- Primeira Liga: 2019/20, 2020/21
- Taça de Portugal: 2021/22

### Arsenal
- FA Community Shield: 2023[2]